# COSPAR
COSPAR (anglický akronym z Committee on Space Research, volně česky Výbor pro kosmický výzkum) je mezinárodní organizace zaměřená na podporu a koordinaci vědeckého výzkumu kosmického prostoru prostředky kosmonautiky. Založena byla roku 1958.

## Úkoly organizace
Hlavním úkolem Cosparu je podpora kosmického výzkumu na mezinárodní úrovni s důrazem na volnou výměnu výsledků, informací a úvah a vytvoření fóra, umožňujícího všem vědcům diskutovat o problémech spojených s kosmickým výzkumem. Za tím účelem COSPAR organizuje vědecká setkání (sympozia a pracovní setkání) a zajišťuje publikaci výsledků kosmického výzkumu.
Nezanedbatelnou součástí činnosti Cosparu je podíl na vytváření mnohonárodních projektů v oblasti kosmonautiky a podpora jejího rozvoje i v zemích třetího světa. V roce 1958 např. převzal patronaci nad výstavbou raketové základny v indické Thumbě.

## Historie
COSPAR vznikl bezprostředně po vypuštění první umělé družice Země Sputniku 1 z rozhodnutí Mezinárodní rady vědeckých unií (ICSU, International Council of Scientific Unions, nyní Mezinárodní rada pro vědu, ICS, International Council for Science) na jeho zasedání roku 1958 v Londýně. První vědecké symposium uskutečnil COSPAR v lednu 1960 v Nice. V době studené války měl COSPAR nezastupitelnou roli při vytváření informačních kanálů mezi východními a západními vědci a umožňoval jim navázat i přes vojensko-politické bariéry spolupráci v oblasti kosmického výzkumu.
V současné době je COSPAR významným konzultantem pro Organizaci spojených národů (OSN) a další mezivládní organizace v otázkách souvisejících s kosmickým výzkumem a jeho aplikacemi v jiných oblastech vědy a výzkumu. Pomáhá tak při využívání výsledků kosmického výzkumu ve prospěch celého lidstva.

## Valné shromáždění
| Pořadí | Rok  | Místo                          |
| ------ | ---- | ------------------------------ |
| 1.     | 1958 | Londýn, Spojené království     |
| 2.     | 1959 | Haag, Nizozemsko               |
| 3.     | 1960 | Nice, Francie                  |
| 4.     | 1961 | Florencie, Itálie              |
| 5.     | 1962 | Washington D.C., USA           |
| 6.     | 1963 | Varšava, Polsko                |
| 7.     | 1964 | Florencie, Itálie              |
| 8.     | 1965 | Mar del Plata, Argentina       |
| 9.     | 1966 | Vídeň, Rakousko                |
| 10.    | 1967 | Londýn, Spojené království     |
| 11.    | 1968 | Tokio, Japonsko                |
| 12.    | 1969 | Praha, Československo          |
| 13.    | 1970 | Leningrad, SSSR                |
| 14.    | 1971 | Seattle, USA                   |
| 15.    | 1972 | Madrid, Španělsko              |
| 16.    | 1973 | Kostnice, Německo              |
| 17.    | 1974 | São Paulo, Brazílie            |
| 18.    | 1975 | Varna, Bulharsko               |
| 19.    | 1976 | Philadelphia, USA              |
| 20.    | 1977 | Tel Aviv, Izrael               |
| 21.    | 1978 | Innsbruck, Rakousko            |
| 22.    | 1979 | Bengalúr, Indie                |
| 23.    | 1980 | Haag, Nizozemsko               |
| 24.    | 1982 | Ottawa, Kanada                 |
| 25.    | 1984 | Graz, Rakousko                 |
| 26.    | 1986 | Toulouse, Francie              |
| 27.    | 1988 | Espoo, Finsko                  |
| 28.    | 1990 | Haag, Nizozemsko               |
| 29.    | 1992 | Washington D.C., USA           |
| 30.    | 1994 | Hamburk, Německo               |
| 31.    | 1996 | Birmingham, Spojené království |
| 32.    | 1998 | Nagoja, Japonsko               |
| 33.    | 2000 | Varšava, Polsko                |
| 34.    | 2002 | Houston, USA                   |
| 35.    | 2004 | Paříž, Francie                 |
| 36.    | 2006 | Peking, Čína                   |
| 37.    | 2008 | Montréal, Kanada               |
| 38.    | 2010 | Brémy, Německo                 |
| 39.    | 2012 | Maisúr, Indie                  |
| 40.    | 2014 | Moskva, Rusko                  |
| 41.    | 2016 | Istanbul, Turecko              |
| 42.    | 2018 | Pasadena, USA                  |
| 43.    | 2020 | Sydney, Austrálie              |
| 44.    | 2022 | Athény, Řecko                  |
| 45.    | 2024 | Pusan, Jižní Korea             |

## Cospar v Československu
Zásluhou především profesora Emila Buchara, světově uznávaného zakladatele kosmické geodezie, jsme se do COSPARu rychle zapojili. (Profesor Emil Buchar zastupoval naši republiku v řadě mezinárodních organizací. Byl členem Mezinárodní astronomické unie a několika jejích komisí, členem Mezinárodní astronautické akademie, členem byra a exekutivního výboru COSPAR a členem Mezinárodní astronautické unie).
V roce 1960 byl národní výbor Cosparu vytvořen i v Československu.
V květnu 1969 se Valné shromáždění této organizace konalo v Praze.
Český komitét COSPAR (v roce 2022):
- RNDr. Jan Laštovička, DrSc., Ústav fyziky atmosféry AV ČR, v.v.i., Praha, předseda
- RNDr. Vladimir Truhlik, PhD., Ústav fyziky atmosféry AV ČR, v.v.i., Praha, tajemník

členové:
- Ing. Čestmír Barta, CSc., BBT Materials processing, Praha
- doc. Mgr. Aleš Bezděk, Ph.D., Astronomický ústav AV ČR, v.v.i., Ondřejov
- doc. RNDr. Petr Heinzel, DrSc., Astronomický ústav AV ČR, v.v.i., Ondřejov
- doc. Ing. Jan Kolář, CSc., Česká kosmická kancelář, o.p.s., Praha
- doc. RNDr. Lubomír Přech, Dr, MFF UK, Praha
- prof. RNDr. Ondřej Santolík, Dr, Ústav fyziky atmosfery AV ČR, v.v.i., Praha

## Systém řízení
Sídlo sekretariátu je v Paříži. Nejvyšším orgánem výboru je sjezd jeho členů, kterými jsou prezident COSPARu, představitelé národních vědeckých institucí sdružených v COSPARu, představitelé mezinárodních vědeckých unií, předsedové vědeckých komisí COSPARu a předseda jeho finančního výboru. Řádné sjezdy se konají každé dva roky a volí prezidenta a členy řídicího výboru, kteří zajišťují běžný provoz výboru mezi sjezdy.

## Řídicí výbor COSPAR
(volební období 2002–2006)
Prezident: Prof. R-M. Bonnet (Francie)
Viceprezidenti:
- Prof. W. Hermsen (Nizozemsko)
- Dr. E.C. Stone (USA)

Členové výboru:
- Prof. J. Audouze (Francie)*
- Dr. G. Horneck (Německo)
- Prof. T. Kosugi (Japonsko)
- Dr. M.E. Machado (Argentina)
- Prof. G.G. Shepherd (Kanada)
- Prof. J.B. Zielinski (Polsko)

## Systém značení dle COSPAR
Pod záštitou komitétu COSPAR jsou také vypuštěným umělým kosmickým tělesům přidělována mezinárodní označení. V letech 1957–1962 byly startující objekty označeny letopočtem a pořadovým číslem řecké abecedy. Od roku 1962 byl systém změněn. Za rokem vypuštění následují pořadové číslice letů daného roku a písmena anglické abecedy. Písmena vyznačují fragmenty vzniklé za letu, např. takto získají svá písmena oddělené stupně nosné rakety. Příklad: z vojenské družice Transgate 6, označené při startu 1965-082A, se rozpadlé části označily jako 1965-082B až 82UJ.